# Mine de Vallauria

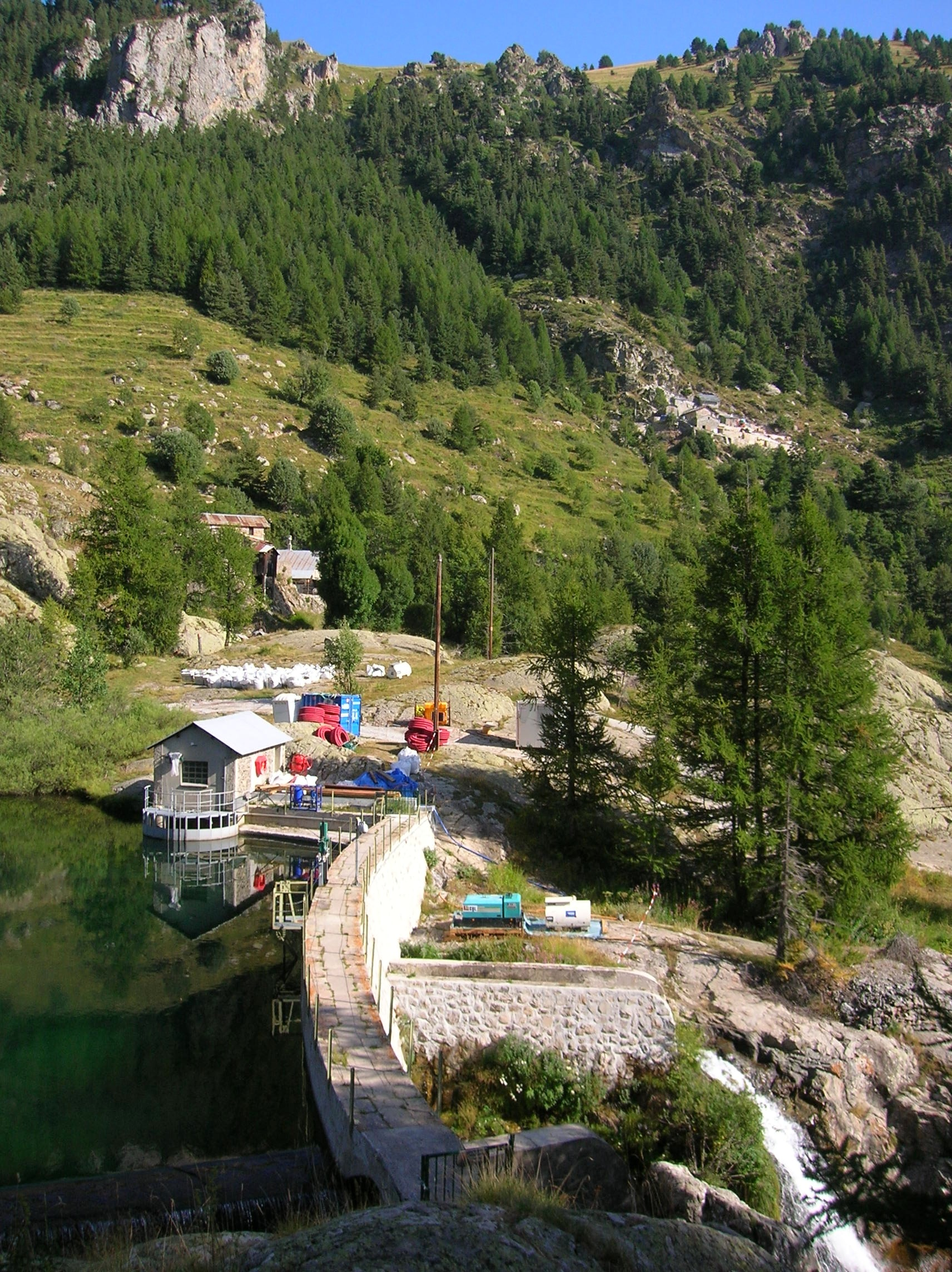
Village minier (de l'ancienne minière de Vallauria) et barrage du lac de la minière.

La mine de Vallauria est une mine abandonnée, située jusqu'en 1947 en Italie dans la province de Coni et qui appartient aujourd’hui à la commune de Tende, commune française située dans le département des Alpes-Maritimes, en région Provence-Alpes-Côte d'Azur.
La Minière de Vallauria est une mine de plomb argentifère et de zinc. Elle a été exploitée au Moyen Âge (XIe et XIIe siècles et reprise à l'époque moderne (1750-1927). En 1929, cette mine a été définitivement abandonnée.

## Situation géographique
La mine est située à 1 500 mètres d'altitude, au lieu-dit Saint-Dalmas-de-Tende, à 15 km du village de Tende, à l'est du département des Alpes Maritimes, sur la route de Castérino, en amont du lac des Mesces, dans le vallon de la Minière qui fait partie de la haute vallée de la Roya au pied de la Cime de Plan Tendasque, à 2 256 m d’altitude. 
Depuis 1979, elle fait partie du parc national du Mercantour. On accède facilement à la mine depuis Nice, Cuneo et Vintimille.
On y accède depuis Tende par la D91 et par le CD 6204 par Breil-sur-Roya - Saorge, qui mène également à la vallée des Merveilles.

## Étymologie
Le nom vient de Vallis Aurum (vallée de l'or) en raison de la présence de zinc, d'argent, de blende, de gallium et de plomb, qui donnent aux roches leur éclat.

## Historique
Depuis l'Antiquité, on y extrayait du zinc, de l'argent, de la sphalérite, du gallium et du plomb. On a avancé l'hypothèse que la première exploitation de la mine remonte à l'époque des Phéniciens, même si la première exploitation dûment attestée remonte au Xe siècle et est le fait des Sarrasins, ; elle a été utilisée de façon discontinue de 1740 à 1891. 
En 1784 elle a été citée par le minéralogiste turinois Spirito Benedetto Nicolis de Robilant dans son essai géographique et en 1834 par le Turinois Davide Bertolotti dans son ouvrage Voyage dans la Ligurie Maritime :
« Les mines de Tende sont exploitées depuis des temps immémoriaux. Elles sont accessibles de S. Dalmas, en quittant vers la droite la route principale, en prenant un chemin raide de deux heures. L'entassement des constructions servant à l'exploitation a l'aspect d'un village. Trois galeries conduisent aux mines, une dans le vallon, l'autre à côté des maisons, la troisième quelques mètres plus haut. Dans la deuxième galerie, non loin de l'entrée, apparait un labyrinthe de boyaux qui montent, qui descendent, qui tournent partout; par lesquels sont atteintes des chambres soutenues par des colonnes; puis en montant vers la galerie supérieure, se trouvent les anciens excavations dites des Sarrasins. Pour accéder directement de la galerie moyenne à la supérieure il faut une demi-heure. Deux heures sont employées pour monter de la galerie située en bas à la galerie moyenne et puis à la supérieure. Mais qui voudrait les parcourir de partout, le réussirait difficilement en un jour. Ces innombrables va-et-vient qui indiquent et suivent tous les divagations du filon, nous montrent l'ancienneté et l'ampleur des excavations. Le minéral est une galène argentifère dans du gneiss. Les filons jusqu'à présent découverts, sont tellement abondants qu'ils suffiraient à donner du travail à cent mineurs à la fois. De ce qui est dit, il semble qu'il rend 2 pour mille d'argent. Le minerai est vendu comme d'habitude sous forme de litharge. Rarement il est réduit en plomb. Il y a vingt-cinq ans, 240 ouvriers travaillaient dans cette mine. À présent (1830) il reste 12 mineurs. Ce déclin n'est pas dû au minerai, qui est abondant et de qualité. »
De 1902 à 1905, la mine fut exploitée par la Société minière de Vallauria di Tenda, qui la vendit ensuite pour un million de francs à une entreprise française, la Société minière des Djebels Masser et Maaziz. En 1908, à un moment de difficultés financières, cette société reçut de la Société des mines et fonderies de zinc de la Vieille-Montagne une somme importante (750 000 francs) pour apurer ses dettes, en s'engageant à la restituer sous forme d'un approvisionnement en minéraux équivalent. En 1910 l'activité d'extraction fut temporairement suspendue pour permettre la rénovation des ateliers de traitement du minerai et en 1911 fut mise en service une nouvelle laverie. En 1914, la Société minière des Djebels Masser et Maaziz fut mise en liquidation et de 1915 à 1927, la mine fut exploitée par la compagnie d'électricité Riviera di Ponente Ing. negri qui devint plus tard CIELI - Compagnia Imprese Elettriche Liguri et elle fut définitivement abandonnée en 1929. 
Au maximum de son activité la mine avait pu employer jusqu’à 300 mineurs. Dans la première période de l'après-guerre, le Milanais Giovanni Rolandi (1898-1983) créa, mit en route et dirigea l'usine de zinc électrolytique de la mine, la première de ce genre en Europe. Le village construit par les mineurs fut ensuite vendu par la compagnie à l'armée italienne, étant donné la proximité de la frontière qui se trouvait juste au sud de la mine et il fut abandonné en 1943 par les soldats qui y résidaient. 
En 1957, un ouvrier de chez Renault, Raymond Hirzel, redécouvrit le village et la mine qui avaient été oubliés et en 1960, avec ses amis, des ouvriers de Boulogne-Billancourt, il fonda l'association Neige et Merveille. En 1961, cette association acheta le village minier, hameau constituant un authentique village de mineurs restauré, que l’on peut visiter sur rendez-vous de mai à octobre et qui dispose d'une capacité d'accueil de 120 personnes,dans le bâtiment principal.

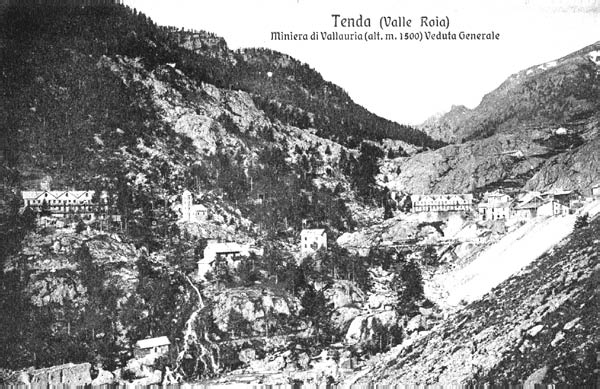
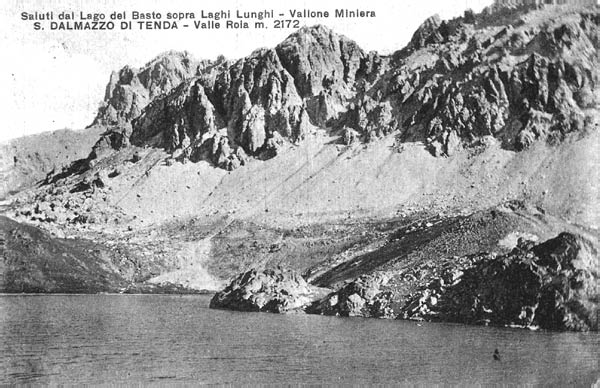
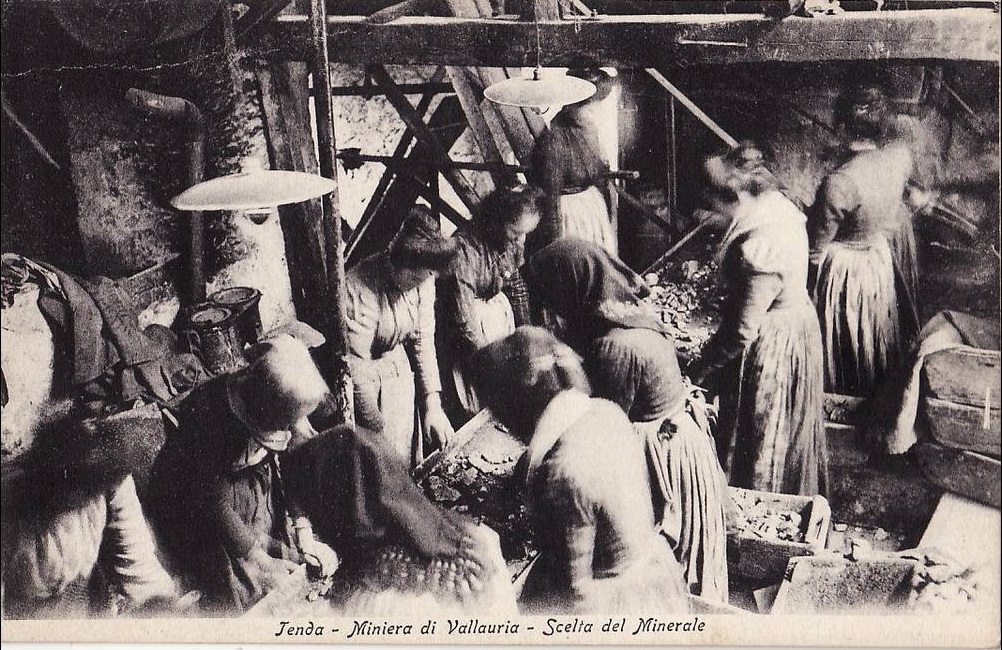